# Шіпе-Тотек

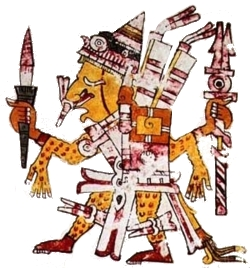

Шіпе-Тотек (Xīpe Totēc) — представник ацтекського пантеону, бог весіннього оновлення, сезонів року, землеробства, рослинності, золотих майстрів, ювелірів-срібників, гранувальників. Його ім'я з науатль перекладається як «Той, з обдертою шкірою». Головував у 14 трецені (1 Собака — 13 Вітер) священного року тональпоуаллі, був символом дня куаутла (орел). Ввважався однією з іпостасей Червоного Тецкатліпоки під іменем Тлатлаука. Інше ім'я Йоуалауан (Нічний п'ючий) — на честь рясних дощів вночі. Окрім ацтеків йому поклонялися сапотеки, тлашкаланці, мешканці Уешкоцінко під іменем Камаштлі.

## Опис
На голові була корона з багатьох пір'їв з китицями або гострий невеличкий ковпак з двома прикрасами у вигляді хвоста ластівки. На обличчі була маска з людської шкіри. Очей не видно (по них проходить темна смуга), вуха витягнуті (в них вставлені сережки з зображенням равликів), рота відкрито, волосся заплетено. Таким постає цей бог на більшості статуй і статуеток. У ніс були вставлені золоті прикраси. Рот, губи, шия, руки і ноги мали червоний колір. Тіло цього бога малювалося навпіл жовтим та навпіл коричневим, іноді суцільно жовто-сіре. Часто зображувався із розірваними грудьми, звідки витягали серце. Описується з піднятою правою рукою догори (в ній щит або брязкальце, що викликає дощ — chicahuaztli) й витягнутою уперед лівою рукою (в ній кошик для насіння). На плечах і ногах носив одяг й взуття зі шкіри жертв. Іноді постає огорнутим у здерту шкіру — teocuitlaquémitl (золотий одяг).

## У міфах
Ацтеки розглядали Шіпе-Тотека одним з володарів Сходу. Він окрім допомоги у землеробстві, як покарання насилав на людей різні хвороби: висипання, запалення, захворювання, мор. Цей бог являє собою чоловічу частину всесвіту, родючості, жертовності, достатку, багатства і любові. Йому також приписували винайдення війни. Шіпе-Тотек карає тих, хто краде гроші або товари.
В одному з міфів розповідається, що Шіпе-Тотек вирвав (або розірвав) свої очі для росту початків кукурудзи. Тим пояснювалося, чому він без очей та необхідність принесення жертв як наслідування прикладу бога.

## Культ
Храм цього бога розташовувався з Головним храмом Теночтітлана. Один раз на 20 днів приносили жертву, виймали серце й здирали шкіру, що значило зміну та оновлення сезонів (місяць мав 20 днів). На думку ацтеків ця шкіра мала цілюющу силу.
Щорічний фестиваль відзначався в день весняного рівнодення до настання сезону дощів (орієнтовно у березні, протягом 2-го священного року), називався Тлакашіпеуалістлі («Білування людини»). Його запроваджено великим тлатоані Ашайакатлєм. До настання свята, за 40 днів обирали жертву-бранця, яку називали уособленням Шіпе-Тотека. Його зрештою приносили у жертву (цей акт називався Neteotquiliztli), потім здирали шкіру. Початок й завершення свята знаменували жертвоприношення у вигляді «гладіаторських ігор». Кров символізували потоки води й дощі для родючості землі. В ході цих церемоній співалися гімн на честь цього божества. Свято Шіпе-Тотека тривало 20 діб.